# Buch am Wald
Buch am Wald település Németországban, azon belül Bajorországban. Lakosainak száma 1034 fő (2023. december 31.).

## Népesség
A település népessége az elmúlt években az alábbi módon változott:
| Lakosok száma | 855  | 820  | 969  | 974  | 990  | 1002 | 1011 | 1025 | 1050 | 1034 |
|               | 1970 | 1975 | 2011 | 2012 | 2014 | 2015 | 2017 | 2019 | 2022 | 2023 |